# 건볼트
《건볼트》(Gunvolt, ガンヴォルト)는 인티 크리에이츠가 제작한 일련의 액션 게임 시리즈이다. 2014년에 닌텐도 3DS로 출시한 《푸른 뇌정 건볼트》로 시작했다. 본편 사건을 다루는 《푸른 뇌정 건볼트》 세 작품 이외에 평행세계에 속하는 《건볼트 크로니클스: 루미너스 어벤저 iX》, 크로스오버 작품 《마이티 건볼트》, 리듬 게임 《건볼트 레코즈 사이크로니클》 등 외전작들이 출시됐다.
배경은 초능력자가 일반인과 공존하는 근미래로 이들을 둘러싼 집단들의 갈등과 충돌이 주내용이다. 본편 주인공은 '푸른 뇌정'의 능력을 가진 건볼트이며 후속작들에서 아큐라와 키린같은 다른 플레이어 캐릭터가 추가됐다. 인간을 각성시키는 노래를 부르는 능력을 가진 '디바' 또한 주요인물로서 등장한다.

## 게임
| 2014 | 푸른 뇌정 건볼트                        |
| 2014 | 마이티 건볼트                           |
| 2015 |                                         |
| 2016 | 푸른 뇌정 건볼트 2                      |
| 2017 | 마이티 건볼트 버스트                    |
| 2018 |                                         |
| 2019 | 건볼트 크로니클스: 루미너스 어벤저 iX   |
| 2020 |                                         |
| 2021 |                                         |
| 2022 | 건볼트 크로니클스: 루미너스 어벤저 iX 2 |
| 2022 | 푸른 뇌정 건볼트 3                      |
| 2023 |                                         |
| 2024 | 건볼트 레코즈 사이크로니클              |

2014년에 첫 작품 《푸른 뇌정 건볼트》가 출시됐다.

## 기타 매체
2016년 7월 3일, 아니메 엑스포에서 인티 크리에이츠가 오리지널 비디오 애니메이션 제작을 발표했다. 랜드큐 스튜디오스가 애니메이션을 제작했으며 오다카 요시노리가 감독, 마루코시 시게루가 각본, 스나가와 마사카즈가 캐릭터 디자인을 맡았다. 2017년 2월 9일에 닌텐도 e숍을 통해 송출됐다.